# Halgerda punctata
Halgerda punctata is een slakkensoort uit de familie van de Discodorididae. De wetenschappelijke naam van de soort is voor het eerst geldig gepubliceerd in 1902 door Farran.